# Alfej Menaše
Alfej Menaše (hebrejsky אַלְפֵי מְנַשֶׁה, doslova „Tisíce členů kmene Menaše“- podle verše z Bible: Deuteronomium 33,17, v oficiálním přepisu do angličtiny Alfe Menashe, přepisováno též Alfei Menashe) je izraelská osada a místní rada (malé město) na Západním břehu Jordánu v distriktu Judea a Samaří.

## Geografie
Nachází se v nadmořské výšce 200 metrů, na západním okraji hornatiny Samařska, cca 26 kilometrů severovýchodně od Tel Avivu a cca 4 kilometry jihovýchodně od města Kalkílija, cca 4 kilometry od Zelené linie, která odděluje území Izraele v mezinárodně uznaných hranicích a okupovaná palestinská území.
Obec je ze tří stran oddělena od okolního arabského osídlení pomocí bezpečnostní bariéry. Spojení z v Izraelem v mezinárodně uznaných hranicích je zajištěno pomocí úzkého koridoru na západní straně, kterým vede dálnice číslo 55.

## Dějiny
Osada Alfej Menaše byla založena v roce 1983. Byla určena pro usídlení penzionovaných izraelských důstojníků a pracovníků bezpečnostních služeb.
Má charakter rezidenční předměstské čtvrti v zázemí aglomerace Tel Avivu. Převážnou část zástavby tvoří individuální domy. Poloha poblíž Zelené linie a skutečnost, že obec spadá do prostoru západně od Izraelské bezpečnostní bariéry naznačuje, že Izrael si hodlá podržet Alfej Menaše i po případné mírové smlouvě s Palestinci. Trasa bezpečnostní bariéry v úseku okolo Alfej Menaše ale byla v roce 2005 soudně napadnuta, když Nejvyšší soud Státu Izrael rozhodl, že 13 kilometrů dlouhý úsek již dobudované bariéry v této oblasti musí být trasován jinak, tak aby se zmenšil dopad na okolní arabské vesnice. V roce 2007 soud schválil novou trasu bariéry.

## Demografie
Podle údajů z roku 2009 tvořili naprostou většinu obyvatel Židé - cca 6 600 osob (včetně statistické kategorie "ostatní", která zahrnuje nearabské obyvatele židovského původu ale bez formální příslušnosti k židovskému náboženství, cca 6 700 osob). V obci převažuje sekulární obyvatelstvo.
Jde o středně velkou obec městského typu s dlouhodobě rostoucí populací. K 31. prosinci 2017 zde žilo 7 800 lidí.
| Rok | 1983 | 1984 | 1985  | 1986  | 1987  | 1988  | 1989  | 1990  | 1991  | 1992  | 1993  | 1994  | 1995  | 1996  | 1997  | 1998  | 1999  | 2000  |
| --- | ---- | ---- | ----- | ----- | ----- | ----- | ----- | ----- | ----- | ----- | ----- | ----- | ----- | ----- | ----- | ----- | ----- | ----- |
|     | 40   | 570  | 1 260 | 1 680 | 1 910 | 2 110 | 2 330 | 2 560 | 2 860 | 3 170 | 3 720 | 4 030 | 4 130 | 4 310 | 4 260 | 4 360 | 4 400 | 5 000 |

| Rok            | 1995  | 2000  | 2001  | 2002  | 2003  | 2004  | 2005  | 2006  | 2007  | 2008  | 2009  | 2010  | 2011  | 2012  | 2013  | 2014  | 2015  | 2016  | 2017  |
| -------------- | ----- | ----- | ----- | ----- | ----- | ----- | ----- | ----- | ----- | ----- | ----- | ----- | ----- | ----- | ----- | ----- | ----- | ----- | ----- |
| Počet obyvatel | 4 000 | 4 600 | 5 000 | 5 200 | 5 300 | 5 400 | 5 500 | 5 800 | 6 200 | 6 633 | 6 718 | 7 100 | 7 400 | 7 600 | 7 600 | 7 600 | 7 600 | 7 800 | 7 800 |

* údaje (kromě let 2008 a 2009) zaokrouhleny na stovky